# Apleria esuriata
Apleria esuriata là một loài bướm đêm trong họ Geometridae.